# Улица Сухорукова (Салават)
Улица Сухорукова  — улица проходит в старой части города около 5 школы.

## История
Улица названа в честь Сухорукова Алексея Яковлевича 
– героя Великой Отечественной войны, жившего в Салавате на этой улице.  Застройка улицы началась в 1949 году.   
Улица расположена в четвертом квартале Салавата. Застроена, в основном, деревянными одноэтажными домами с участками в две сотки. Часть домов перестроены под современные коттеджи. В 1949 году в этих домах жило руководство стройкой.

## Трасса
Улица Сухорукова начинается от улицы Первомайская и является кольцевой улицей.  На улице Сухорукова 9 домов.

## Транспорт
По улице Сухорукова транспорт не ходит.